# Paolo Signorini (imprenditore)
Paolo Signorini (Casalpusterlengo, 27 ottobre 1884 – Ercolano (comune), 1º aprile 1966) è stato un dirigente d'azienda italiano.

## Biografia
Lombardo di nascita, nel 1906 si trasferì a Napoli, chiamato dal fratello, Pietro Signorini, che era amministratore della Cirio e che lo nominò direttore dello stabilimento di Castellammare di Stabia. 
Alla morte del fratello nel 1916, prese in mano l'azienda assumendo dapprima l'incarico di consigliere delegato e poi di presidente.
Contribuì all'ammodernamento gli impianti esistenti e aprì nuove fabbriche.
Durante un suo fortuito incontro con Gabriele D'Annunzio, agli inizi degli Anni '30, il poeta creò il celebre motto "Come natura crea, Cirio conserva".
Nell'agosto 1943 viene nominato Commissario Straordinario del Consiglio Provinciale dell'Economia di Napoli, nuovo organismo che dal luglio/agosto 1943 aveva sostituito i preesistenti fascisti "Consigli Provinciali delle Corporazioni", oggi "Camere di Commercio, Industria, Artigianato e Agricoltura".
Nel 1952 il presidente della Repubblica Luigi Einaudi lo nominò cavaliere del lavoro.